# Hubbarwadi, Raybag
Hubbarwadi là một làng thuộc tehsil Raybag, huyện Belgaum, bang Karnataka, Ấn Độ.